# 俞淑琴
俞淑琴，（英文名：Shu-Cheen Yu，1962年—），生于山西省阳高县，澳大利亚华裔女高音歌唱家。
13岁时，俞淑琴考入山西省艺术学校京剧班，学习5年，然后进入山西省京剧团。1982年考入北京东方歌舞团，演唱民歌。1987年赴澳大利亚留学，1990年毕业于悉尼音乐学院歌剧专业。1996年被悉尼歌剧院聘为全职演员。2001年辞职，成为自由歌唱艺术家。同年她演唱的被澳洲广播公司录制的歌曲专辑《Lotus Moon》（花月）荣获第21届澳大利亚广播工业协会古典歌曲大奖。